# Championnats du monde de télémark
Les Championnats du monde de télémark sont une compétition bisannuelle de télémark où les meilleurs skieurs de télémark se retrouvent. L'édition  2011 s'est déroulé à Rjukan (Norvège) entre le 16 et 19 mars.

## Palmarès

### Hommes
| Sprint                  |                    |                    |                  |
| Édition                 | Or                 | Argent             | Bronze           |
| 2005, Beitostölen       | Eirik Rykhus       | Eivind Modalsli    | Eirik Borgersen  |
| 2007, Thyon             | Eirik Rykhus       | Bjørge Søvik       | Philippe Lau     |
| 2009, Kreischberg       | Bjørge Søvik       | Eirik Rykhus       | Mattias Wagenius |
| 2011, Rjukan            | Philippe Lau       | Tobias Müller      | Sven Lau         |
| 2013, Espot             | Tobias Müller      | Mattias Wagenius   | Bastien Dayer    |
| 2015, Steamboat Springs | Tobias Müller      | Nicolas Michel     | Bastien Dayer    |
| 2017, La Plagne         | Tobias Müller      | Trym Nygaard Løken | Philippe Lau     |
| 2019, Rjukan            | Stefan Matter      | Philippe Lau       | Jure Aleš        |
| 2021, Mürren/Schilthorn | Bastien Dayer      | Trym Nygaard Løken | Nicolas Michel   |
| 2023, Mürren            | Trym Nygaard Løken | Nicolas Michel     | Alexis Page      |

| Sprint parallèle                      |                    |                |                    |
| Édition                               | Or                 | Argent         | Bronze             |
| 2013, Espot                           | Tobias Müller      | Chris Lau      | Mattias Wagenius   |
| 2015, Steamboat Springs               | Tobias Müller      | Philippe Lau   | Antoine Bouvier    |
| 2017, La Plagne/Montchavin-les-Coches | Philippe Lau       | Nicolas Michel | Trym Nygaard Løken |
| 2019, Rjukan                          | Philippe Lau       | Bastien Dayer  | Noé Claye          |
| 2021, Mürren/Schilthorn               | Trym Nygaard Løken | Bastien Dayer  | Nicolas Michel     |
| 2023, Mürren                          | Trym Nygaard Løken | Alexi Mosset   | Noé Claye          |

| Classique                             |                    |                    |                    |
| Édition                               | Or                 | Argent             | Bronze             |
| 2005, Beitostölen                     | Eirik Borgersen    | Adriano Iseppi     | Kjetil Søvik       |
| 2007, Thyon                           | Eirik Rykhus       | Bjørge Søvik       | Adriano Iseppi     |
| 2009, Kreischberg                     | Mattias Wagenius   | Bastien Dayer      | Eirik Rykhus       |
| 2011, Rjukan                          | Mattias Wagenius   | Tobias Müller      | Eirik Rykhus       |
| 2013, Espot                           | Tobias Müller      | Bastien Dayer      | Mattias Wagenius   |
| 2015, Steamboat Springs               | Tobias Müller      | Philippe Lau       | Jonas Schmid       |
| 2017, La Plagne/Montchavin-les-Coches | Stefan Matter      | Bastien Dayer      | Sivert Hole        |
| 2019, Rjukan                          | Trym Nygaard Løken | Jure Aleš          | Tobias Müller      |
| 2021, Mürren/Schilthorn               | Bastien Dayer      | Trym Nygaard Løken | Nicolas Michel     |
| 2023, Mürren                          | Élie Nabot         | Bastien Dayer      | Trym Nygaard Løken |

| Classique parallèle |              |               |                  |
| Édition             | Or           | Argent        | Bronze           |
| 2013, Espot         | Philippe Lau | Tobias Müller | Mattias Wagenius |

| Slalom géant      |              |                  |                 |
| Édition           | Or           | Argent           | Bronze          |
| 2005, Beitostölen | Eirik Rykhus | Bjørge Søvik     | Tony Burn       |
| 2007, Thyon       | Eirik Rykhus | Bjørge Søvik     | Per Bylund      |
| 2009, Kreischberg | Eirik Rykhus | Bjørge Søvik     | Chris Lau       |
| 2011, Rjukan      | Eirik Rykhus | Mattias Wagenius | Harald Kvaerner |

### Femmes
| Sprint                                |                       |                      |                          |
| Édition                               | Or                    | Argent               | Bronze                   |
| 2005, Beitostölen                     | Sigrid Rykhus         | Sandra Hälldahl      | Lene Haaskjold           |
| 2007, Thyon                           | Sigrid Rykhus         | Amélie Reymond       | Katinka Knudsen          |
| 2009, Kreischberg                     | Sigrid Rykhus         | Amélie Reymond       | Sandrine Meyer           |
| 2011, Rjukan                          | Amélie Reymond        | Sigrid Rykhus        | Sandrine Meyer           |
| 2013, Espot                           | Sigrid Rykhus         | Amélie Reymond       | Lisa Englund             |
| 2015, Steamboat Springs               | Amélie Reymond        | Mathilde Ilebrekke   | Jasmin Taylor            |
| 2017, La Plagne/Montchavin-les-Coches | Amélie Reymond        | Argeline Tan-Bouquet | Mathilde Olsen Ilebrekke |
| 2019, Rjukan                          | Amélie Wenger-Reymond | Argeline Tan-Bouquet | Johanna Holzmann         |
| 2021, Mürren/Schilthorn               | Amélie Wenger-Reymond | Martina Wyss         | Beatrice Zimmermann      |
| 2023, Mürren                          | Amélie Wenger-Reymond | Martina Wyss         | Goril Strom Eriksen      |

| Sprint parallèle                      |                       |                       |                      |
| Édition                               | Or                    | Argent                | Bronze               |
| 2013, Espot                           | Sigrid Rykhus         | Amélie Reymond        | Lisa Englund         |
| 2015, Steamboat Springs               | Amélie Reymond        | Mathilde Ilebrekke    | Argeline Tan-Bouquet |
| 2017, La Plagne/Montchavin-les-Coches | Amélie Reymond        | Argeline Tan-Bouquet  | Beatrice Zimmermann  |
| 2019, Rjukan                          | Johanna Holzmann      | Amélie Wenger-Reymond | Argeline Tan-Bouquet |
| 2021, Mürren/Schilthorn               | Amélie Wenger-Reymond | Beatrice Zimmermann   | Johanna Holzmann     |
| 2023, Mürren                          | Beatrice Zimmermann   | Jasmin Taylor         | Emma Araldsen        |

| Classique                             |                       |                       |                    |
| Édition                               | Or                    | Argent                | Bronze             |
| 2005, Beitostölen                     | Sandra Hälldahl       | Katinka Knudsen       | Lene Haaskjold     |
| 2007, Thyon                           | Amélie Reymond        | Katinka Knudsen       | Astrid Sturm       |
| 2009, Kreischberg                     | Sigrid Rykhus         | Amélie Reymond        | Sandrine Meyer     |
| 2011, Rjukan                          | Sigrid Rykhus         | Amélie Reymond        | Anne-Marit Enger   |
| 2013, Espot                           | Amélie Reymond        | Sigrid Rykhus         | Lisa Englund       |
| 2015, Steamboat Springs               | Amélie Reymond        | Simone Oehrli         | Mathilde Ilebrekke |
| 2017, La Plagne/Montchavin-les-Coches | Amélie Reymond        | Argeline Tan-Bouquet  | Jasmin Taylor      |
| 2019, Rjukan                          | Amélie Wenger-Reymond | Johanna Holzmann      | Martina Wyss       |
| 2021, Mürren/Schilthorn               | Amélie Wenger-Reymond | Johanna Holzmann      | Martina Wyss       |
| 2023, Mürren                          | Martina Wyss          | Amélie Wenger-Reymond | Jasmin Taylor      |

| Classique parallèle |                |               |                |
| Édition             | Or             | Argent        | Bronze         |
| 2013, Espot         | Amélie Reymond | Sigrid Rykhus | Sandrine Meyer |

| Slalom géant      |                  |                |                |
| Édition           | Or               | Argent         | Bronze         |
| 2005, Beitostölen | Françoise Matter | Sigrid Rykhus  | Lene Haaskjold |
| 2007, Thyon       | Katinka Knudsen  | Amélie Reymond | Astrid Sturm   |
| 2009, Kreischberg | Amélie Reymond   | Sandrine Meyer | Sigrid Rykhus  |
| 2011, Rjukan      | Amélie Reymond   | Sigrid Rykhus  | Sandrine Meyer |

### Mixte
| Parallèle par équipe                  |        |           |           |
| Édition                               | Or     | Argent    | Bronze    |
| 2013, Espot                           | Suisse | Norvège   | Suède     |
| 2015, Steamboat Springs               | Suisse | France    | Allemagne |
| 2017, La Plagne/Montchavin-les-Coches | Suisse | Norvège   | Allemagne |
| 2019, Rjukan                          | Suisse | Allemagne | France    |
| 2021, Mürren/Schilthorn               | Suisse | France    | Allemagne |
| 2023, Mürren                          | France | Suisse    | Norvège   |